# (467174) 2016 EU110
(467174) 2016 EU110 es un asteroide perteneciente al cinturón de asteroides, descubierto el 6 de abril de 2005 por el equipo Spacewatch desde el Observatorio Nacional de Kitt Peak (Arizona, Estados Unidos).